# 後明晏朝
後明晏朝（こうめいあんちょう）は清代に明政権を樹立し自立した朱毛俚が建てた私年号。1814年。李崇智、鄧洪波は晏朝に作る。

## 西暦・干支との対照表
| 後明晏朝 | 元年      |
| 西暦     | 1814年    |
| 干支     | 甲戌      |
| 清       | 嘉慶 19年 |